# Scărișoara (okręg Caraș-Severin)
Scărișoara – wieś w Rumunii, w okręgu Caraș-Severin, w gminie Cornereva. W 2011 roku liczyła 19 mieszkańców. 